# Harappa

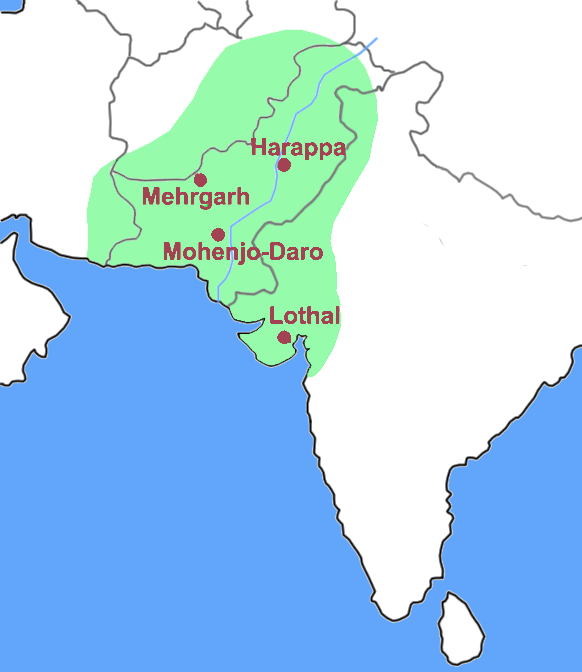
Mapa esquemático de la zona ocupada por la civilización del valle del Indo (entre el 2500 y el 1700 a. C., mostrando la ubicación de la ciudad de Harappa.

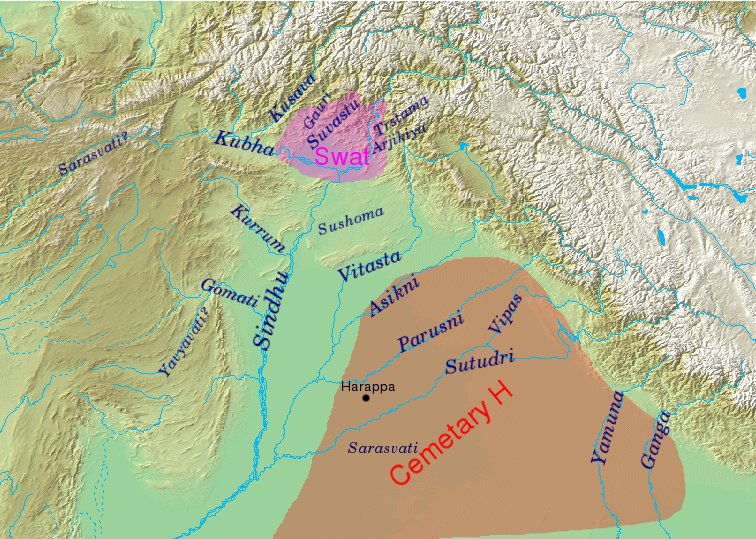
Mapa de la zona ocupada por la posterior cultura del Cementerio H (entre el 1900 y el 1300 a. C.) y la cultura del río Swat (entre el 1600 y el 500 a. C.) en la época de composición del Rig-veda (el texto más antiguo de la India, de mediados del II milenio a. C.). La ciudadela de Harappa (que aparece en el centro de la parte inferior de la imagen) ya había sido abandonada y olvidada.

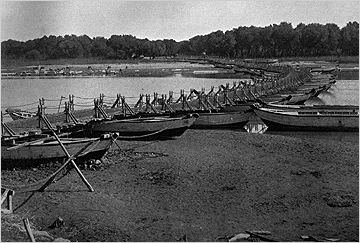
Puente de botes sobre el río Ravi, a pocos kilómetros de la antigua Harappa; fotografía de 1895 aproximadamente.

Harappa es un yacimiento neolítico muy importante en el Punyaba (provincia del noreste de Pakistán) que perteneció a la cultura del valle del Indo. Está situado 8 kilómetros al sur del río Indo (aunque posiblemente hace tres mil años el río pasaba a pocos metros de la ciudad), a 35 km al suroeste de Sahiwal, a 185 km al suroeste de Lahore y a unos 1000 km al noreste de Karachi (en la costa del mar Arábigo).
La pequeña ciudad actual de Harappa está construida a unos 7 km al sureste de las ruinas de la antigua ciudad fortificada.
El 30 de enero de 2004 el «Sitio arqueológico de Harappa» fue inscrito en la Lista Indicativa de Pakistán —paso previo a ser declarado Patrimonio de la Humanidad—, en la categoría de bien cultura (n.º ref 1878).

## La ciudad antigua
Harappa es un yacimiento arqueológico muy importante en el Punyab (provincia del noreste de Pakistán) que perteneció a la cultura del valle del Indo. Está situado 8 kilómetros al sur del río Indo (aunque posiblemente hace tres mil años el río pasaba a pocos metros de la ciudad), a 35 km al suroeste de Sahiwal, a 185 km al suroeste de Lahore y a unos 1000 km al noreste de Karachi (en la costa del mar Arábigo).
La pequeña ciudad actual de Harappa está construida a unos 7 km al sureste de las ruinas de la antigua ciudad fortificada.
El 30 de enero de 2004 el «Sitio arqueológico de Harappa» fue inscrito en la Lista Indicativa de Pakistán —paso previo a ser declarado Patrimonio de la Humanidad—, en la categoría de bien cultura (n.º ref 1878).1
A mediados del siglo XIX las ruinas fueron expoliadas, desapareciendo los restos visibles de la antigua ciudad. Entre 1872 y 1873, la ciudadela fue excavada por el equipo de arqueólogos de sir Alexander Cunningham.
En 1920, el equipo de Rai Bahadur Daya Ram Sahni inició una excavación más exhaustiva. Su trabajo y el de sus contemporáneos, tanto en Harappa como en la antiquísima ciudad de Mohenjo-Daro (también en Pakistán), permitieron conocer al mundo esta olvidada civilización.
En los años 1930 y 1940, otros arqueólogos continuaron la excavación, hasta que en 1946 Sir Mortimer Wheeler encontró los restos de la muralla de la ciudad.
Los arqueólogos estiman que la antigua ciudad de Harappa era un asentamiento urbano que  dominaba la zona norte de la región del río Indo.